# Школски одбор региона Пил
Школски одбор региона Пил (енгл. Peel District School Board) је школски округ који се стара о око 155.000 ученика од вртића до 12. разреда у више од 230 школа у региону Пил у Онтарију, Канада (општине Каледон, Брамптон и Мисисога).
Школски одбор запошљава више од 15.000 стално запосленог особља и највећи је послодавац у региону Пил. Одбор је највећи школски одбор у Канади.